# Влада Игора Мировића
Влада Игора Мировића је Покрајинска влада АП Војводине у Србији. Формирана је 20. јуна 2016. године и још увек је актуелна.

## Састав Владе
| Функција                                                                                           | Слика | Име и презиме    | Странка             | Детаљи |
| -------------------------------------------------------------------------------------------------- | ----- | ---------------- | ------------------- | ------ |
| Председник Покрајинске владе                                                                       |       | Игор Мировић     | СНС                 |        |
| Потпредседник                                                                                      |       | Ђорђе Милићевић  | СНС                 |        |
| потпредседник и секретар за привреду и туризам                                                     |       | Иван Ђоковић     | СПС                 |        |
| потпредседник и секретар за образовање, прописе, управу и националне мањине – националне заједнице |       | Михаљ Њилаш      | СВМ                 |        |
| Секретари                                                                                          |       |                  |                     |        |
| Секретар за пољопривреду, водопривреду и шумарство                                                 |       | Вук Радојевић    | СНС                 |        |
| Секретар за високо образовање и научноистраживачку делатност                                       |       | Зоран Милошевић  | нестраначка личност |        |
| Секретар за културу, јавно информисање и односе са верским заједницама                             |       | Мирослав Штаткић | нестраначка личност |        |
| Секретар за урбанизам и заштиту животне средине                                                    |       | Владимир Галић   | СНС                 |        |
| Секретар за здравство                                                                              |       | Зоран Гојковић   | нестраначка личност |        |
| Секретар за социјалну политику, демографију и равноправност полова                                 |       | Предраг Вулетић  | ПС                  |        |
| Секретар за финансије                                                                              |       | Смиљка Јовановић | нестраначка личност |        |
| Секретар за регионални развој, међурегионалну сарадњу и локалну самоуправу                         |       | Огњен Бјелић     | СНС                 |        |
| Секретар за енергетику, грађевинарство и саобраћај                                                 |       | Ненад Грбић      | нестраначка личност |        |
| Секретар за спорт и омладину                                                                       |       | Владимир Батез   | нестраначка личност |        |